# Benediktinerinnenkloster Vanves
Das Benediktinerinnenkloster Vanves (französisch: Prieuré Sainte-Bathilde) ist seit 1928 ein Priorat der Benediktinerinnen in Vanves (Bistum Nanterre) bei Paris.

## Geschichte
Die 1921 von Marguerite Waddington-Delmas in Paris gegründete Schwesterngemeinschaft zog 1928 nach Vanves und ließ dort durch den Benediktiner Paul Bellot (1876–1944) ein neues Kloster bauen, das 1938 bezogen wurde (Prieuré Sainte Bathilde, 7 rue d’Issy). Das Kloster ist Mutterhaus der Kongregation der Heiligen Bathilde. Derzeit leben dort 18 Schwestern.